# Jubulopsaceae
Jubulopsaceae là một họ rêu trong bộ Jungermanniales.